# 메르세데스-벤츠 B 클래스

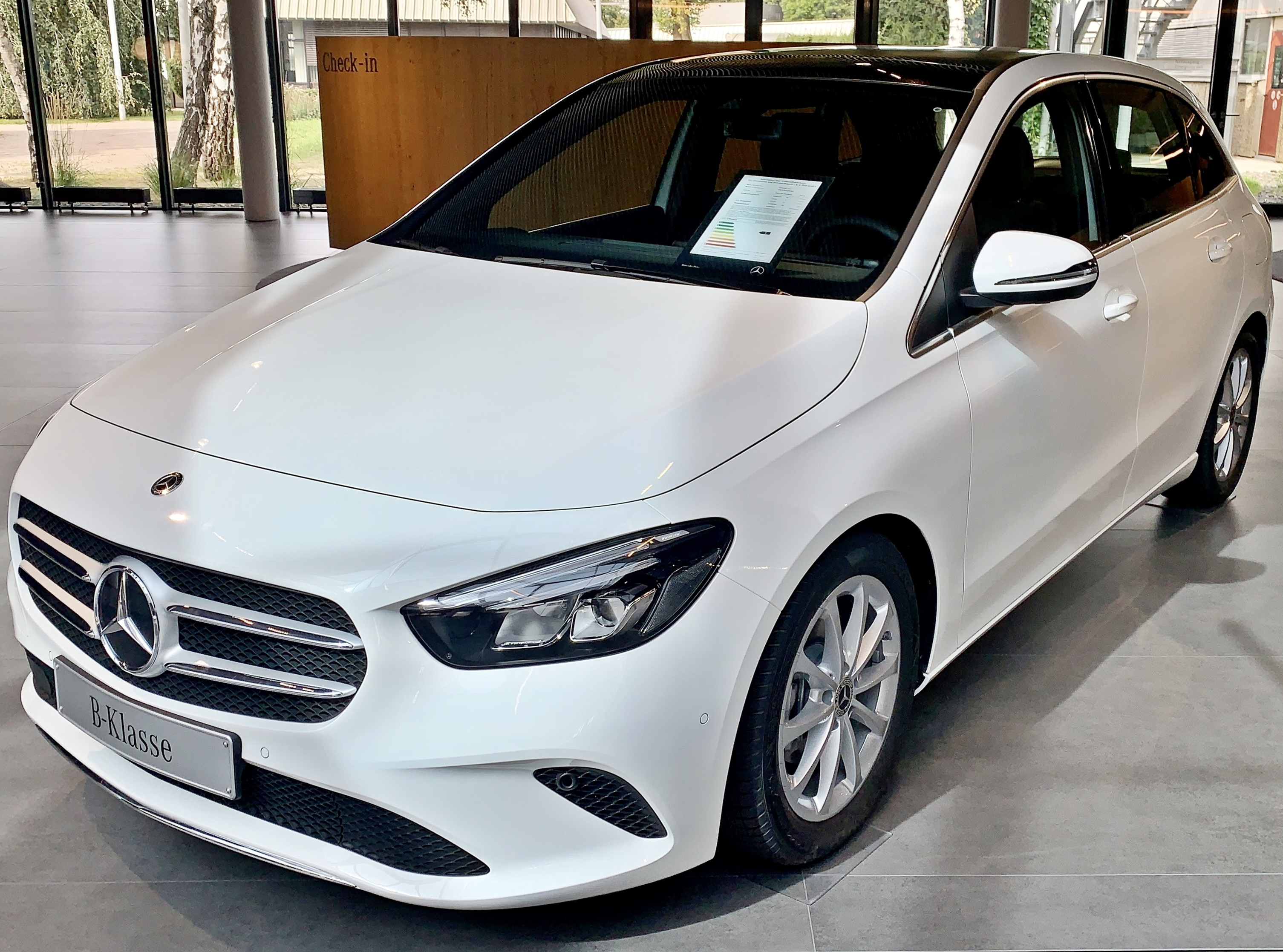

메르세데스-벤츠 B 클래스(Mercedes-benz B-cIass)는 메르세데스-벤츠의 전륜구동 소형 MPV이다.

## 1세대
A클래스의 전륜구동 플랫폼을 이용하였으며, 2005년부터 생산을 시작했다.
대한민국 시장에는 2007년 3월부터 M266 136마력 2.0리터 SOHC 가솔린 엔진에 CVT를 얹은 B200 모델이 수입되었는데, 전 세계에서 유일하게 My B(마이비)라는 차명으로 판매되었다. 대한민국 취향에 맞게 서스펜션을 다르게 세팅하였다. 2008년에는 소폭의 페이스리프트를 거쳤다.

## 2세대
2011년에 선보였으며, 대한민국에서도 메르세데스-벤츠의 1.8리터 커먼레일 디젤 엔진이 들어오기 시작하였다. 헝가리 케치케메트에서 생산하고 있다. 2014년에 페이스리프트를 거쳤다.

## 3세대
2018년에 파리 모터쇼에서 공개되었다. 기존 모델보다 스포티하고 민첩하면서 실내 공간을 넓혔다.
판매 부진 때문에 3세대부터는 대한민국 시장에 판매하지 않으며, GLB가 대체한다.

## 경쟁 차량
- BMW - 2 시리즈(액티브 투어러)